# Dirk Helmig
Dirk Helmig (* 3. Mai 1965 in Essen), Spitzname Putsche, ist ein ehemaliger deutscher Fußballspieler und heutiger Fußballtrainer.

## Laufbahn
Er spielte zu seiner aktiven Zeit als offensiver Mittelfeldspieler hauptsächlich für Rot-Weiss Essen (1983 bis 1991 und 1994 bis 1999), wo er in 340 Spielen insgesamt 86 Tore erzielte. In den Zwischenjahren war er für den VfL Bochum auch in der Bundesliga aktiv, zudem wurde er mit dem VfL in der Saison 1993/94 Meister der zweiten Bundesliga. Im Sommer 1999 zog es Dirk Helmig von Rot-Weiss Essen zum Nordrhein-Oberligisten 1. FC Bocholt.
Im Jahr darauf begann er hier auch seine Trainerlaufbahn, wurde jedoch im Dezember 2000 entlassen. Im Januar 2007 übernahm er das Traineramt bei der SG Wattenscheid 09 in der Oberliga Westfalen. In dieser Spielzeit stiegen die „09er“ in die Verbandsliga ab. Nur eine Saison später (2007/08) gelang der SG Wattenscheid 09 unter der Führung von Helmig jedoch der Aufstieg in die neugegründete NRW-Liga. Am 17. April 2009 wurde er entlassen und übernahm zur Saison 2009/10 das Traineramt bei Schwarz-Weiß Essen. Im Mai 2010 gewann er mit dem ETB den Niederrheinpokal (2:1 bei Rot-Weiss Essen) und qualifizierte sich mit dem Verein so für die erste Hauptrunde des DFB-Pokals. In der Saison 2013/14 war er Trainer der zweiten Mannschaft von Rot-Weiss Essen in der Oberliga Niederrhein. Seit der Saison 2014/15 ist er Nachwuchs-Cheftrainer bei Rot-Weiss Essen.
Er bestritt insgesamt 31 Bundesligaspiele (5 Tore) und 195 Zweitligaspiele (40 Tore).
Helmig betreibt zusammen mit dem Ex-Fußballprofi Jürgen Margref eine Fußballschule unter dem Gesellschaftsnamen Helmig & Margref GbR in Duisburg.